# Halle de Lacapelle-Livron
La halle de Lacapelle-Livron est une halle située dans le département de Tarn-et-Garonne en France commune de à Lacapelle-Livron.

## Localisation
La halle se situe au centre du village de Lacapelle-Livron.

## Histoire
La halle construite au XVIe siècle.
La halle, est inscrite au titre des monuments historiques par arrêté du 29 octobre 1941.

## Description
La halle est un édifice couverte de lauzes.